# Črnoglavi muhar
Črnoglavi muhar (znanstveno ime Ficedula hypoleuca) je vrsta ptic iz družine muharjev, ki gnezdi v večjem delu Evrope.

## Opis
Je majhen in dokaj čokat pevec, odrasli zrastejo 12–13,5 cm v dolžino. Samci med paritvenim obdobjem imajo črnobelo operjenost črnim ali temnorjavim zgornjim in belim trebušnim delom. Temen odtenek je dokaj raznolik in svetlejši samci so podobni samicam, od njih jih ločimo po manjši beli lisi na čelu tik nad kljunom. Samice so svetlorjavo obarvane po zgornjem delu telesa, vsi črnoglavi muharji pa imajo manjšo ali večjo belo liso na zgornji strani peruti. Imajo tudi bolj ali manj izražen bel »ovratnik«, nekateri s temnim hrbnim delom, drugi s skoraj popolnim belim obročem. Rjavo obarvane osebke je včasih težko ločiti od drugih muharjev, predvsem od belovratega muharja, s katerim se lahko črnoglavi muhar do neke mere križa.
Petje je glasno in ritmično, z dvesekundnimi frazami, v katerih se hitro menjajo toni, posamezni elementi se lahko ponavljajo. Oglašanje je sestavljeno iz kratkih »tikov«.

## Ekologija in vedenje
Prehranjuje se skoraj izključno z žuželkami in s pajki, predvsem gosenice metuljev so pomembna hrana za mladiče, medtem ko odrasli zase preferirajo mravlje. Je prebivalec odprtih gozdov in kulturne krajine.
Razmnoževalni sistem črnoglavega muharja je deležen veliko pozornosti raziskovalcev, saj ponuja edinstven vpogled v strategije razmnoževanja zaradi različnega vložka samcev in samic v potomstvo. Samice imajo običajno samo enega partnerja (so monogamne), samci pa izvajajo zaporedno poliginijo: ko se samec pari s prvo samico v sezoni, jo zapusti in odleti nekaj sto metrov do nekaj kilometrov stran ter si vzpostavi nov teritorij, kjer privabi drugo samico. Ko oplodi njo, se vrne k prvi in sodeluje pri vzreji njenih mladičev. Druga samica ima zaradi odsotnosti samca več kot pol manjši razmnoževalni uspeh, za prvo pa ni negativnih posledic, saj se samec vrne k njej in vzredi enako število mladičev kot samica, ki ji uspe zadržati samca.

## Razširjenost
Črnoglavi muhar gnezdi po večini Evrope razen jugovzhoda in vzhodno do Srednje Azije, na jugozahodu pa tudi v delih Magreba v Severni Afriki. Populacije iz Zahodne in Srednje Evrope ter Skandinavije pripadajo nominalni podvrsti F. hypoleuca hypoleuca, severnoafriške podvrsti F. h. speculigera, na Iberskem polotoku je razširjena podvrsta F. h. iberiae, tiste iz Vzhodne Evrope in azijskega dela Rusije pa F. h. tomensis. Vse prezimujejo v Zahodni Afriki. Samo evropsko populacijo ocenjujejo na 12,5 do 19,4 milijona parov, zato kljub zmernemu upadanju številčnosti od 1980. let ne velja za ogroženega.
V Sloveniji je redek gnezdilec in tudi na preletu ga je redko opaziti. Večina podatkov je iz nižin in sredogorja.